# Cressa nudicaulis
Cressa nudicaulis är en vindeväxtart som beskrevs av August Heinrich Rudolf Grisebach. Cressa nudicaulis ingår i släktet Cressa, och familjen vindeväxter. Inga underarter finns listade i Catalogue of Life.